# Dencsháza
Dencsháza (horvátul: Denčaz) község Baranya vármegyében, a Szigetvári járásban.

## Fekvése
Szigetvártól 7 km-re délre helyezkedik el, déli szomszédja Szentegát, keletről Katádfa határolja. A falu belterületétől nyugatra nagy kiterjedésű mezőgazdasági területek találhatók, a község nyugati szomszédai, Hobol, Várad és Bürüs légvonalban is mintegy 5-6 kilométer távolságban fekszenek.

### Megközelítése
Csak közúton közelíthető meg, a 6-os főútból Szigetvárnál kiágazó 58 107-es számú mellékúton; ugyanez az út innen még továbbvezet a zsáktelepülésnek tekinthető Szentegátig. Katádfával egy keskeny betonút köti össze.

## Története
Nevét az oklevelek 1408-ban említették először egy Dencs nevű egytelkes nemes birtokaként.
Dencsháza a török hódoltság és a török felszabadító háborúk alatt sem néptelenedett el. A lakosság az itt dúló háború harcai elől veszély idején a közeli erdőkbe menekült.
Az 1848–49-es forradalom és szabadságharc előtt a település birtokosa a Batthyány család volt.
1849 után a volt Batthyány birtokot a Biedermann család vásárolta meg és a falu közelében az Almás-patak mellett a szomszédos Szentegáton mintagazdaságot hozott létre, és szabályozta a környék mocsaras területeit.
Korábban a község része volt az 1989. január 1. óta önálló Szentegát is.

## Közélete

### Polgármesterei
- 1990–1994: Minczinger Ilona (független)[4]
- 1994–1998: Minczinger Ilona (független)[5]
- 1998–2002: Ifj. Gyalus Dezsőné (független)[6]
- 2001–2002: Horváth Lászlóné Horváth Erzsébet (független)[7][8]
- 2002–2006: Kobra Ottó (független)[9]
- 2006–2010: Kobra Ottó (független)[10]
- 2010–2014: Kobra Ottó (független)[11]
- 2014–2019: Kobra Ottó Lajos (független)[12]
- 2019–2024: Kobra Ottó (független)[13]
- 2024– : Kobra Ottó Lajos (független)[1]

A településen 2001. október 14-én időközi polgármester-választást tartottak, az előző polgármester halála miatt.

## Népesség
A település népességének változása:
| Lakosok száma | 587  | 576  | 564  | 553  | 533  | 530  | 519  | 513  |
|               | 2013 | 2014 | 2015 | 2019 | 2021 | 2022 | 2023 | 2024 |

A 2011-es népszámlálás során a lakosok 85,3%-a magyarnak, 13,4% cigánynak, 0,2% horvátnak, 0,2% németnek mondta magát (14,7% nem nyilatkozott; a kettős identitások miatt a végösszeg nagyobb lehet 100%-nál). A vallási megoszlás a következő volt: római katolikus 41,5%, református 12,6%, görög katolikus 0,2%, felekezeten kívüli 24,6% (18,7% nem nyilatkozott).
2022-ben a lakosság 93,6%-a vallotta magát magyarnak, 9,2% cigánynak, 0,2% németnek, 0,2% horvátnak, 0,4% egyéb, nem hazai nemzetiségűnek (6,4% nem nyilatkozott; a kettős identitások miatt a végösszeg nagyobb lehet 100%-nál). Vallásuk szerint 21,7% volt római katolikus, 7,7% református, 1,1% egyéb keresztény, 1,5% egyéb katolikus, 35,3% felekezeten kívüli (32,6% nem válaszolt).

## Nevezetességei
- Református templom. 1792-ben,  Copf stílusban épült, 42 pados templom a régi fatemplom helyére épült. Két harangja és négyregiszteres orgonája van. Műemléki védelem alatt áll (törzsszám: 441, KÖH azonosítószám: 1382)